# Vuelo 7412 de Alliance Air
El vuelo 7412 de Alliance Air fue un vuelo regular doméstico de pasajeros operado por Alliance Air, desde el aeropuerto internacional Netaji Subhas Chandra Bose de Calcuta al aeropuerto internacional Indira Gandhi en Delhi. El 17 de julio de 2000, mientras se encontraba en aproximación final a su primera escala en Patna, el Boeing 737-2A8 que operaba la ruta cayó en picada y se estrelló en una zona residencial de Patna, matando a sesenta personas incluyendo cinco en tierra.
El informe final, publicado por la Dirección General de Aviación Civil, concluyó que la causa del accidente se debió a un error del piloto.

## Accidente
El vuelo 7412 partió de Calcuta a las 06:51 el 17 de julio de 2000, para efectuar un vuelo a Delhi, con escalas en Patna y Lucknow. El control aéreo de Patna inquirió al avión a las 07:17 que notificasen cuando estuvieran listos para descenso y que corroborasen el tráfico en descenso con el Control de Área de Calcuta. El avión pronto contestó que Calcuta había notificado que no había tráfico en desceso. El vuelo 7412 fue entonces autorizado a descender a FL75 y solicitaron que notificase 25 NM fuera siendo esto reportado a las 07:26. El vuelo 7412 fue autorizado a descender a 4000 pies y se le instruyó para efectuar una aproximación a la pista 25.
A las 07:28, el vuelo 7412 reportó que había comenzado el viraje y a las 07:31 informó de que se estaba internando en la zona del aeropuerto y se dirigían al localizador.  El vuelo 7412 fue entonces autorizado a descender a 1700 pies. La tripulación había sido autorizada a aterrizar en la pista 25 del aeropuerto Lok Nayak Jayaprakash en Patna cuando los pilotos solicitaron realizar una órbita de 360° ya que el avión estaba demasiado alto para realizar la aproximación. Se les dio permiso e iniciaron un viraje a la izquierda. Durante el viraje a la izquierda, el avión entró en pérdida. El avión rozó algunas casas bajas en una zona residencial del gobierno para finalmente impactar en una colonia residencial detrás del colegio femenino Gardani Bagh en Anishabad, que se encontraba a unos 2 km al suroeste del aeropuerto de Patna. El aparato se fracturó en cuatro partes.
Cuando el avión impactó contra los edificios residenciales y el suelo, el impacto fue severo. También fue especialmente violento el incendio posterior al impacto. Inicialmente, siete pasajeros fueron evacuados con vida. De ellos, seis presentaban heridas de gravedad. Milagrosamente, uno de los pasajeros salió por su propio pie de los restos sin demasiados daños si bien presentaba una contusión menor por la que fue tratado posteriormente. De los seis pasajeros heridos, cuatro murieron posteriormente. Dos pasajeros se recuperaron totalmente tras recibir tratamiento.
La ambulancia del aeropuerto se dirigió al lugar del siniestro junto con los bomberos. Dos de los pasajeros heridos fueron trasladados al puesto médico avanzado inicialmente. Posteriormente, la segunda ambulancia procedente del aeropuerto fue puesta en alerta para el transporte del resto de pasajeros heridos para recibir ayuda médica. Poco después de la llegada de la ambulancia aeroportuaria, ambulancias de otros estamentos asistenciales también llegaron y ayudaron a trasladar a los heridos al lugar de asistencia médica.

### Problemas en el rescate
El lugar del accidente se encontraba a 5–6 km del aeropuerto. Los primeros intervinientes llegaron a los 5 o 6 minutos (los residentes locales afirmaron que los rescatadores no aparecieron hasta los 15–20 minutos). El primer camión de bomberos puso en servicio dos mangueras y comenzó a combatir el fuego; sin embargo, se averió a los 3 minutos. Tras fracasar en sus esfuerzos de corregir el fallo, sus tripulantes tuvieron que llamar a un mecánico del aeropuerto volviendo a quedar operativo a la hora del evento. Sin embargo, tras unos pocos minutos de operación, tuvo que regresar al aeropuerto para rellenar el depósito. En el camino se averió en dos ocasiones.
El segundo camión de bomberos, tras unos pocos minutos operativo tuvo que regresar al aeropuerto a llenar el depósito de agua. La multitud que se congregó en los alrededores durante los minutos siguientes al accidente fue inmanejable y claramente obstruyó las operaciones de rescate. Según los testigos, la multitud estaba exaltada y había una tendencia general a atacar a cualquiera que portara uniforme o presentara una posición de autoridad mediante insultos verbales o haciendo uso de la violencia física. En ocasiones se pudo ver a varias personas encaramándose a los vehículos de emergencia para obtener una mejor visión. Fue sólo tras la llegada de la policía militar de Bihar y del contingente del ejército cuando se consiguió algo de control sobre la turba.

## Aeronave
El avión implicado en el accidente fue un Boeing 737-200. Este aparato se trata de una aeronave bimotor a reacción fabricada por Boeing Commercial Airplane Company, Estados Unidos. Estaba indicada para operar vuelos de corto y medio alcance a una velocidad de crucero de unos 950 kilómetros por hora (km/h). La planta motriz del avión se componía de dos motores P&W JT8D/17A, cada uno de los cuales fue capaz de desarrollar 16000 libras (lbf) libras de empuje a nivel del mar.
La aeronave implicada en el accidente fue registrada en India como VT-EGD portando el número de serie MSN22280. El aparato fue fabricado en 1980 y vendido a Indian Airlines. Fue posteriormente arrendada a Alliance Air en 1999. Al momento del accidente tenía 20 años y un mes.

## Investigación
La aeronave en cuestión, VT-EGD, se había visto implicada en otro accidente previo. El 15 de enero de 1986, el piloto del vuelo 529 intentó aterrizar en Tiruchirapalli en condiciones meteorológicas inferiores a las requeridas (el informe meteorológico fue justo es de mínima). Durante la aproximación frustrada (en la recogida, justo antes de aterrizar) el ala tocó la pista debido a un excesivo alabeo (el retraso en los tiempos de activación de ambos motores fue superior a los cinco segundos, del mismo modo que el motor derecho reaccionó con mayor lentitud). Las luces de alta intensidad para el aterrizaje no estaban conectadas en el momento que el 529 se aproximaba y el anemómetro del control aéreo se encontraba fuera de servicio. El ala resultó severamente dañada, pero no hubo que lamentar heridos entre los 6 tripulantes o 122 pasajeros. El piloto mostró una gran destreza al pilotar manualmente el B737 a FL100 y desviarse a Chennai para finalmente aterrizar con seguridad con los controles en «reversión manual» en la pista 07 Estaba previsto que el avión fuera retirado al finalizar el año conforme a las directrices del gobierno indio que no permitía que aviones de más de veinte años operen en el espacio aéreo indio.
Los investigadores descartaron el terrorismo como causa del accidente. No descubrieron que se hubiera producido ningún tipo de explosión o fuego a bordo del vuelo. Ambos pilotos se encontraban en plenas capacidades físicas y psicológicas en el momento del accidente.
La tripulación de vuelo se componía del capitán Manjit Singh Sohanpal y el copiloto Arvind Singh Bagga. Se inició una investigación criminal, centrada en estos a tenor de los testimonios de los supervivientes, si bien fue más tarde archivada. Tanto el capitán Sohanpal como el primer oficial Bagga fallecieron en el accidente.

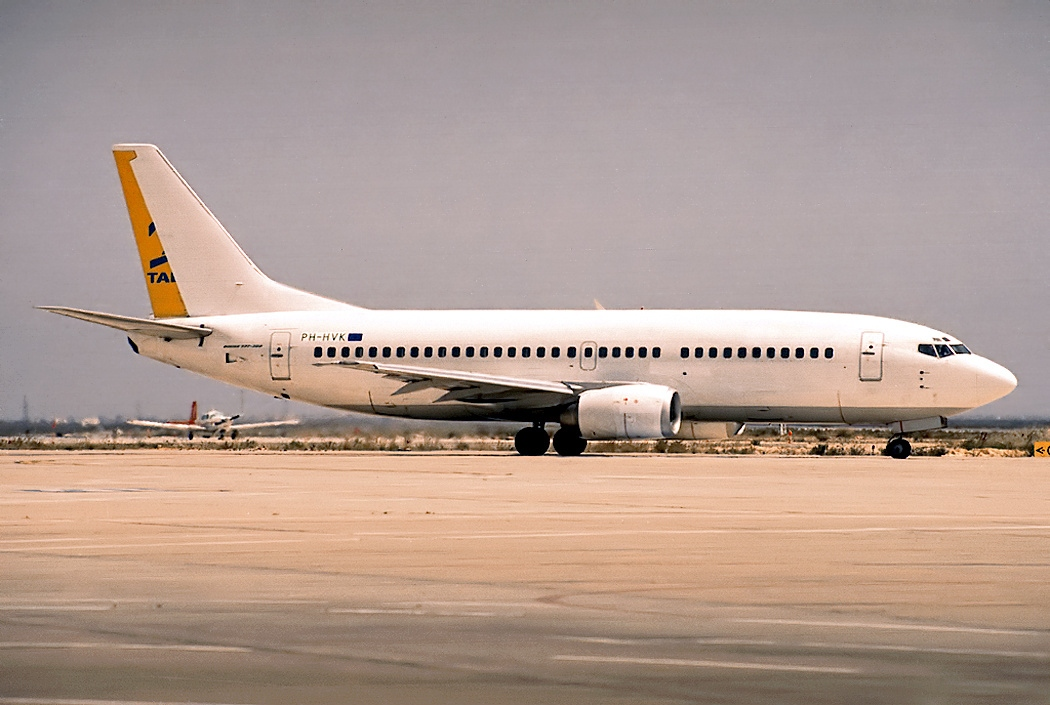
Un Boeing 737 de TAESA con el timón (amarillo) visible.

Los investigadores iniciaron entonces un estudio sobre la Unidad de Control del Timón (PCU). La Principal Unidad de Potencia de Control (MPCU) del timón había sido objeto de intensos debates y discusiones y se llevaron a cabo importantes modificaciones y se llevaron a cabo varias investigaciones de accidentes previos. La PCU fue considerada responsable de varios accidentes de gran calado, como el vuelo 585 de United Airlines, el vuelo 427 de USAir, y el vuelo 517 de Eastwind Airlines. El vuelo 7412 se situó en condición de nariz abajo antes del accidente, al igual que dos de los accidentes previos, el vuelo 585 y el vuelo 427. El timón se bloqueó en una dirección en particular, y se produjo una inversión de los controles del timón (movimientos erráticos del timón como los movimientos no controlados). Sin embargo, los investigadores fracasaron en sus investigaciones descartando que la PCU fuese la causa del accidente, y concluyendo que se encontraba totalmente apta para el servicio y en buenas condiciones de uso.
Cuando los equipos de búsqueda y rescate encontraron ambas cajas negras, los investigadores accedieron a estas para poder analizar su contenido. Los resultados mostraron que los motores estaban al ralentí durante todo el perfil de descenso mientras la velocidad se reducía continuamente. No estaba claro por qué los motores se mantuvieron al ralentí incluso después de seleccionar Flaps 40.  Sospechando que quizás fue debido a que la aeronave estaba más alta de lo normal en la aproximación. Si la intención era recuperar la trayectoria de planeo correcta, la técnica de vuelo clásica habría requerido que el piloto mantuviera la velocidad reduciendo el ángulo de ataque empujando la columna de control hacia adelante mientras permitía que la aeronave recuperara la trayectoria de planeo correcta con una mayor velocidad de descenso.
Cuando se percataron de que la aeronave estaba demasiado alta para efectuar un aterrizaje, se solicitó una órbita de 360°. La velocidad de referencia para el planeo final en este momento era de 119 nudos, que coincidía con la velocidad de aterrizaje. El procedimiento para realizar un giro de 360° no era un procedimiento autorizado según el Manual de Operaciones de Alliance Air y podría haber causado confusión en los actos del primer oficial Arvind. Estaba claro a partir de la grabación de la grabadora de datos de vuelo que la aeronave no estaba siguiendo el procedimiento ILS, pero el controlador aéreo de Patna tenía la impresión de que la aeronave lo estaba haciendo.
En cualquier aeropuerto congestionado, esta acción hubiera sido impensable y hubiese creado un conflicto. Sin embargo, no había ningún otro tráfico en varias millas alrededor de Patna y el controlador aéreos les dio permiso tras confirmar que la tripulación tenía el campo de vuelos a la vista. El capitán Manjit intentó solventar este problema sin comentarlo con el Primer Oficial Arvind. La atmósfera en la cabina fue relajada y carente de tensiones hasta quince segundos antes del accidente. El primer signo de ansiedad se presentó aparentemente cuando Arvind consultó si subía el tren de aterrizaje.
Los investigadores realizaron una simulación del accidente y descubrieron que, 16 segundos antes del choque, el estado de ralentí de los motores había reducido la velocidad de descenso. Sin embargo, ocho segundos más tarde, cuando la palanca de flaps se movió a 15, la velocidad de descenso aumentó como se ve por la inclinación de la pendiente de la curva. Esto fue causado por la pérdida de sustentación debido a la reducción de fricción en el área del ala cuando los flaps se movieron hacia arriba de 40 a 15. Seis segundos después de que la palanca de flaps se moviera a 15, la velocidad de descenso aumentó aún más, lo que indica que los flaps estaban cerca de la posición de 15 grados y el ala ya no generaba suficiente sustentación para sostener la aeronave. Este alto régimen de descenso junto con la elevada actitud de cabeceo de morro arriba mantenida por el piloto hizo que la aeronave alcanzara un ángulo de ataque muy alto, del orden de 26o. La aeronave se había detenido completamente en ese momento y, aunque se había aumentado el empuje al máximo en ambos motores, la lenta respuesta de estos hizo que la recuperación no fuera posible.
El informe final señaló al error del piloto como causa principal del accidente. Según la gráfica de vuelo, la tripulación no había seguido el procedimiento de aproximación correcto, lo que provocó que el avión llegara alto a la aproximación. Los motores fueron dejados en régimen de ralentí, lo que permitió que la velocidad aérea cayera por debajo de la mínima requerida para la aproximación y provocara que el avión entre en pérdida. La investigación también señaló que el aeropuerto tenía «varias limitaciones operativas, lo que suponía una erosión de los márgenes de seguridad para la operación de los Airbus 320 y Boeing 737».

## Controversias
Se habían producido en fechas recientes una serie de calumnias sobre el mantenimiento de los aviones por parte de Alliance Air, y el entonces ministro de aviación civil Sharad Yadav mostró su descontento con el mantenimiento de la aeronave y solicitó el reemplazo de varios aviones adicionales. Algunos informes incluso afirmaron que uno de los motores estaba en llamas antes del accidente. Sin embargo, la investigación indicó claramente que la aeronave estaba en condiciones de volar y con el mantenimiento adecuado.
Inicialmente, se culpó al controlador de tráfico aéreo de Bihar como el responsable del accidente. Incluso después de la publicación del informe final oficial, la mayoría de los residentes que vivían cerca del lugar del accidente, junto con los familiares de los que fallecieron en el vuelo, creían que el error del controlador aéreo fue la causa del accidente.